# Made in Jersey
Made in Jersey è una serie televisiva statunitense prodotta nel 2012.
Lo show, che vede protagonista Janet Montgomery, racconta le vicende di Martina Garretti, una giovane avvocatessa italoamericana di provincia, alle prese con la nuova vita lavorativa nella grande mela. La serie ha debuttato in prima visione assoluta negli Stati Uniti il 28 settembre 2012, trasmessa dalla CBS. In Italia è trasmessa da Fox Life dal 4 aprile 2013.

## Trama
Martina Garretti è una giovane ragazza del New Jersey, proveniente da una tradizionale famiglia italoamericana di colletti blu, che grazie alla sua intelligenza e caparbietà è riuscita a scalare la gerarchia sociale, diventando avvocato e approdando in un prestigioso studio legale di New York. Le ricche scuole frequentate e l'educazione ricevuta non sono però riuscite a toglierle i suoi modi e atteggiamenti da working class, motivo per cui gli altolocati colleghi di Manhattan mal vedono la nuova arrivata, accogliendola con molto scetticismo. Nonostante ciò, Martina riesce a tenere testa a tutti loro grazie alla sua tenacia e al sostegno della sua fin troppo ingombrante famiglia, rimanendo così fedele alle sue radici "da strada" in un ambiente spietato e intimidatorio, e riuscendo al contempo a difendere nel migliore dei modi i suoi clienti.

## Episodi
| Stagione       | Episodi | Prima TV USA | Prima TV Italia |
| -------------- | ------- | ------------ | --------------- |
| Prima stagione | 8       | 2012         | 2013            |

## Personaggi e interpreti

### Personaggi principali
- Martina Garretti, interpretata da Janet Montgomery, doppiata da Letizia Scifoni.
- Nolan Adams, interpretato da Kristoffer Polaha, doppiato da Andrea Lavagnino.
- Donovan Stark, interpretato da Kyle MacLachlan, doppiato da Antonio Sanna.
- Riley Prescott, interpretata da Megalyn Echikunwoke, doppiata da Domitilla D'Amico.
- Cyndi Vega, interpretata da Toni Trucks, doppiata da Alessia Amendola.
- Bonnie Garretti, interpretata da Erin Cummings.
- River Brody, interpretato da Felix Solis, doppiato da Paolo Marchese.

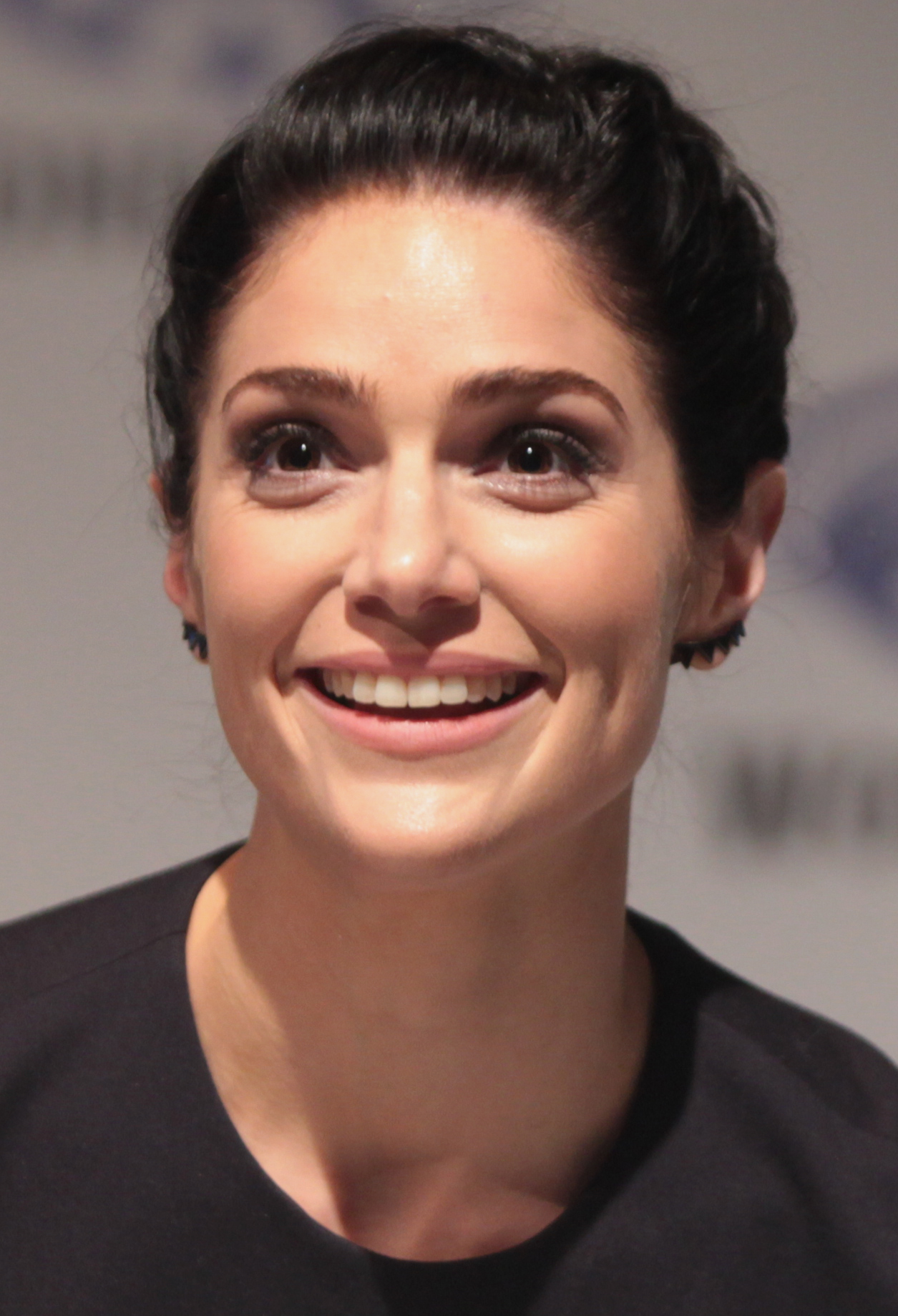
Janet Montgomery interpreta Martina Garretti
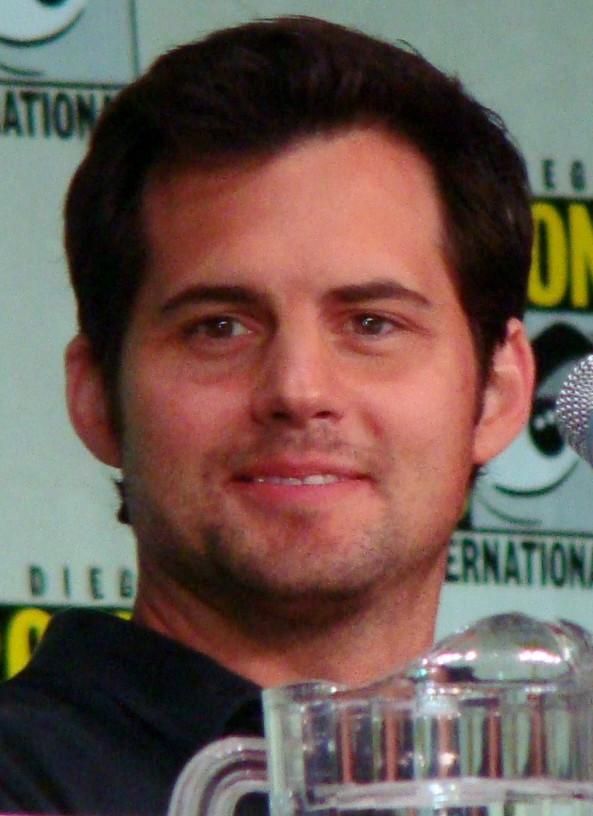
Kristoffer Polaha interpreta Nolan
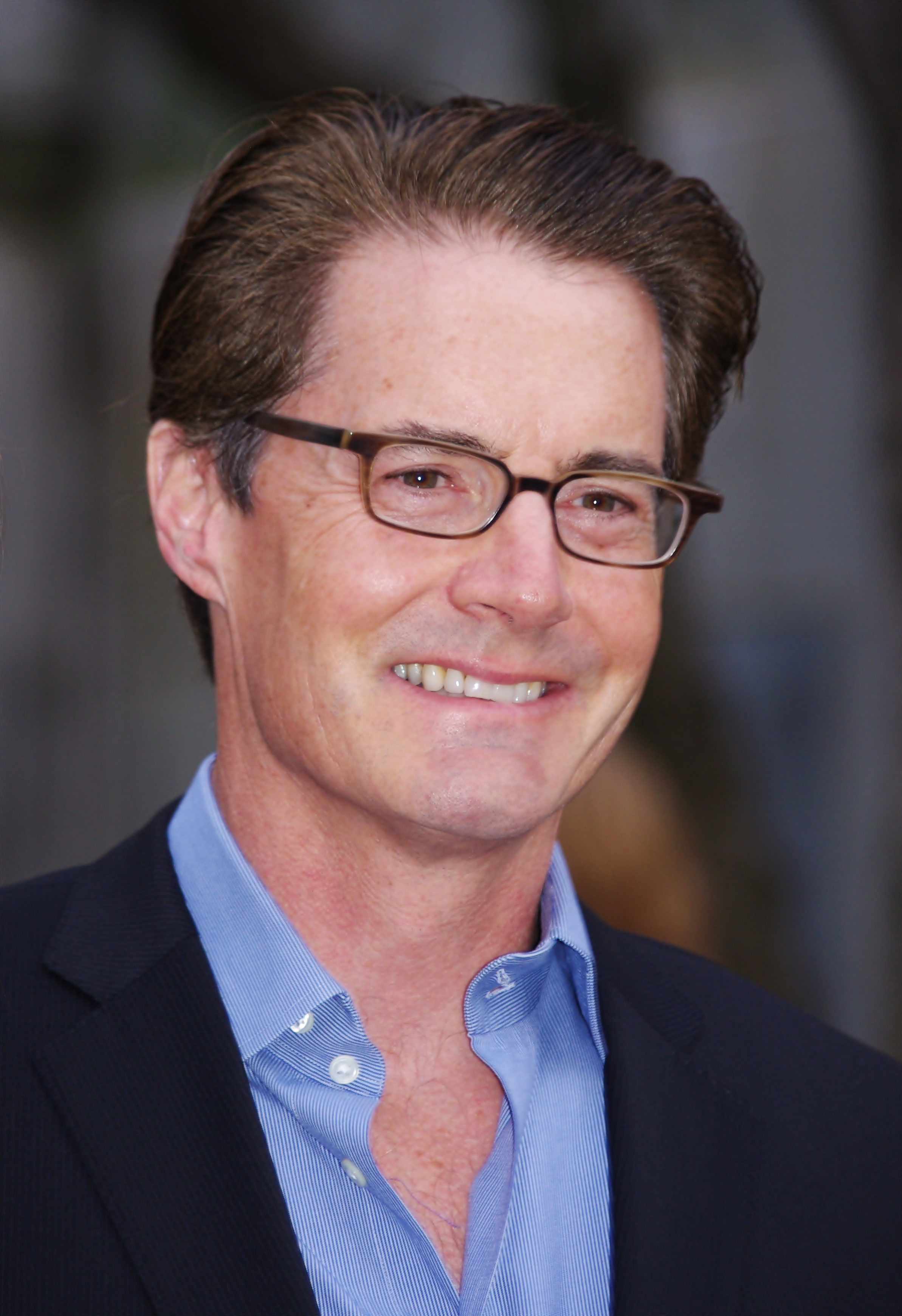
Kyle MacLachlan interpreta Donovan Stark
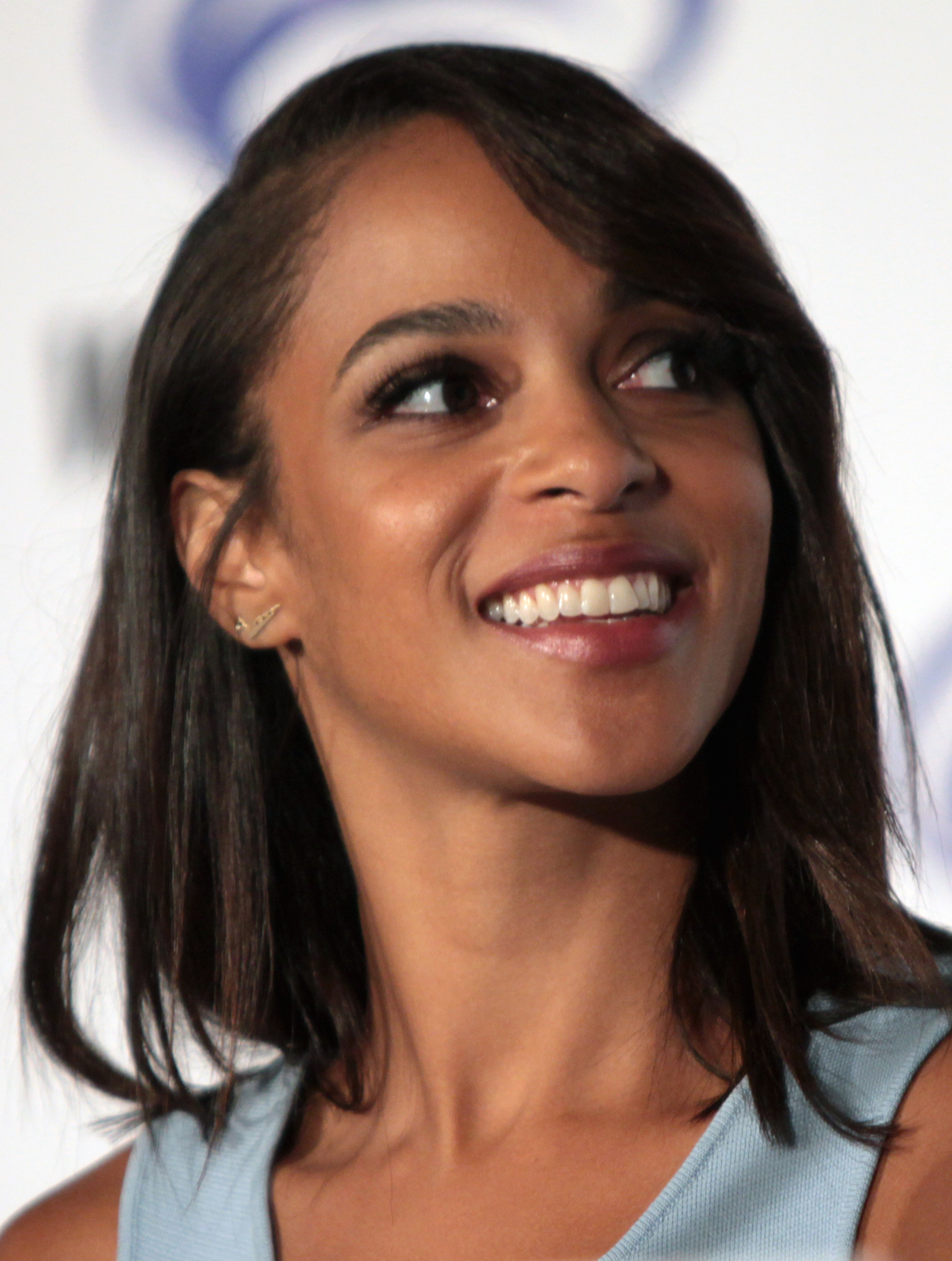
Megalyn Echikunwoke interpreta Riley Prescott
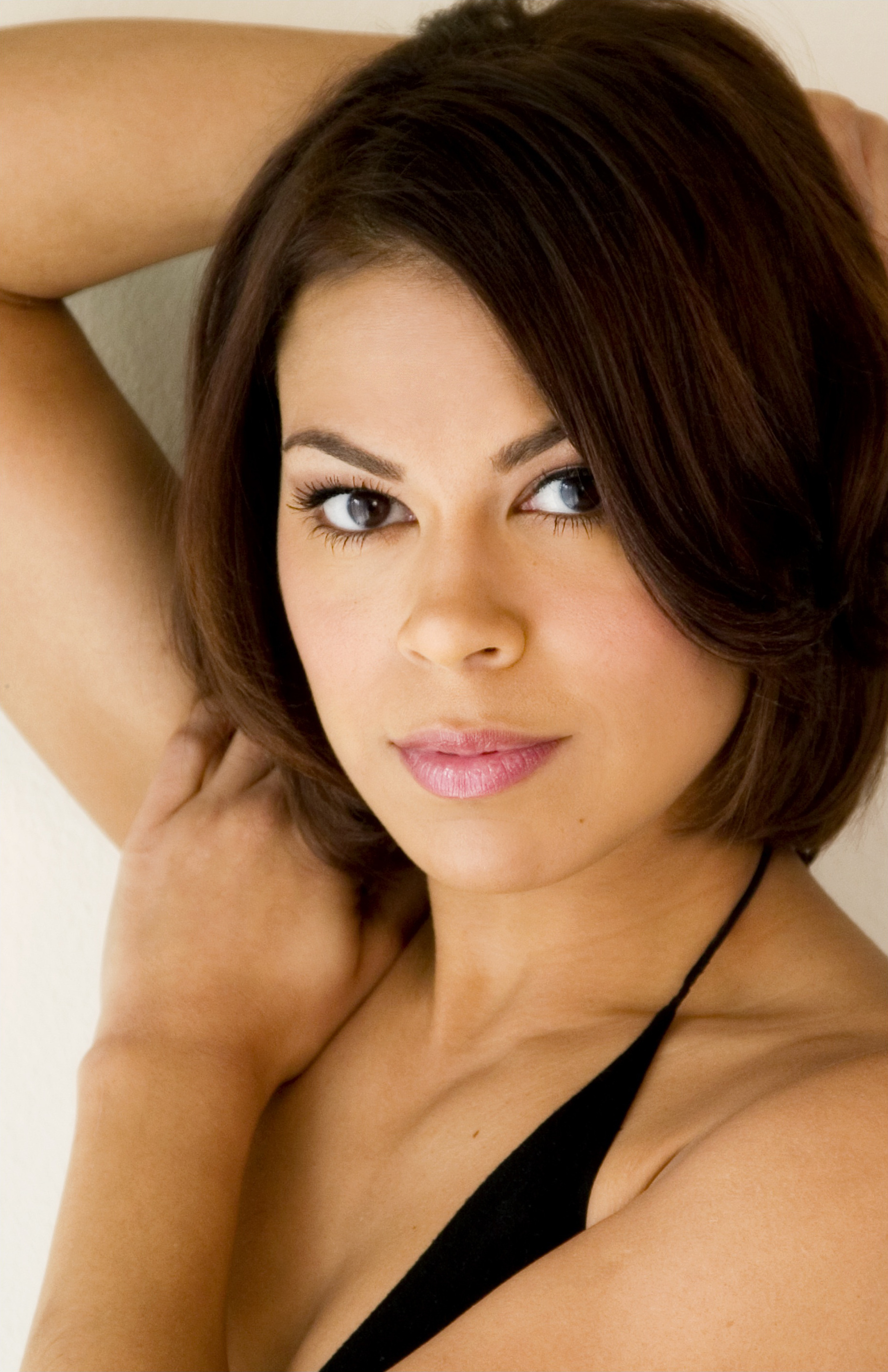
Toni Trucks interpreta Cyndi Vega
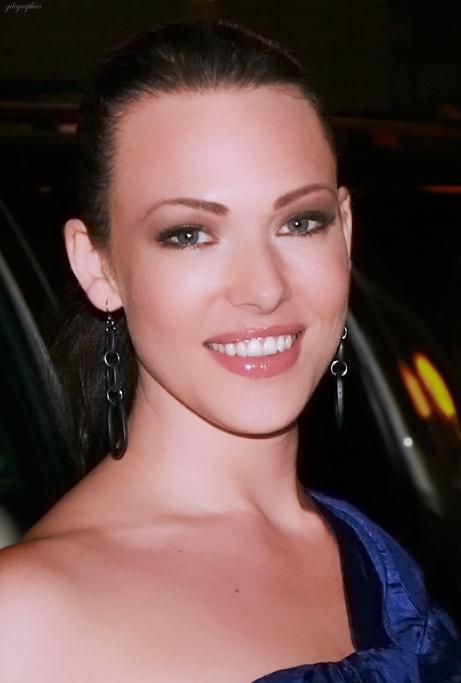
Erin Cummings interpreta Bonnie Garretti

### Personaggi secondari
- Natalie Minka, interpretata da Stephanie March.
- Darlene Garretti, interpretata da Donna Murphy.
- Charlie Garrett, interpretato da Drew Beasley.
- Ellie, interpretata da Alexandra Socha.

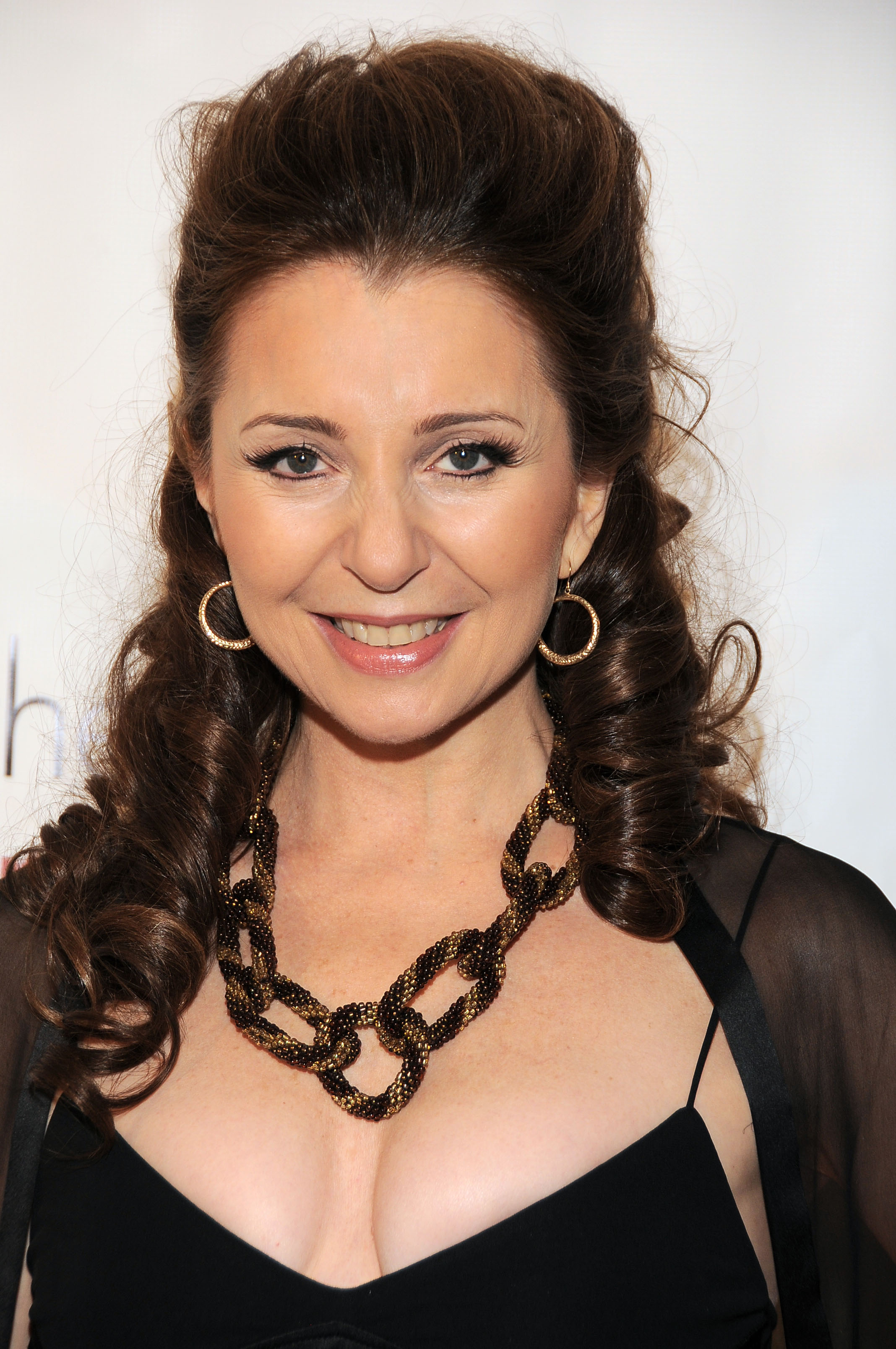
Donna Murphy interpreta Darlene Garretti

## Produzione
La serie è stata creata da Dana Calvo per Sony Pictures Television, CBS TV Studios e FanFare Productions, ed è stata ufficialmente ordinata dalla CBS nel maggio del 2012. Per il ruolo dell'italoamericana Martina Garretti è stata scelta la giovane attrice inglese Janet Montgomery, qui al suo primo ruolo da protagonista. L'episodio pilota è stato diretto da Mark Waters, mentre il ruolo di show runner è affidato a Kevin Falls.
Contemporaneamente alla messa in onda della CBS, Made in Jersey è stata trasmessa anche in Canada da Global, ma con orari diversi a seconda della regione e del territorio.

## Accoglienza
La critica televisiva ha accolto la serie in maniera contrastante. Il sito web Metacritic le ha assegnato un punteggio di 43/100, basadosi sulle recensioni di una ventina di critici della stampa americana. Made in Jersey è stata generalmente vista come un «Suits al femminile».
Lo show ha debuttato in patria il 28 settembre 2012, ottenendo un riscontro d'ascolti di 7 400 000 spettatori e 1,1 di rating, un dato giudicato non del tutto convincente. I successivi risultati d'ascolto del secondo episodio, ancora minori, hanno spinto la CBS a sospendere Made in Jersey il 10 ottobre 2012, dopo due episodi trasmessi.